# Hildegard (Buchau)
Hildegard (* nach 1000) war die 5. Äbtissin des freiweltlichen Damenstifts Buchau im heutigen Bad Buchau am Federsee.

## Leben
Einen Nachweis über die Existenz Hildegards findet sich bei Hermann dem Lahmen, einem führenden Gelehrten seiner Zeit. Sein Eintrag aus dem Jahre 1027 in seine Weltchronik Chronicon beschäftigt sich eher mit dem Römisch-deutschen Salierkönig Konrad II., der in diesem Jahr mit seiner Ehefrau Gisela von Schwaben nach Rom zog, um zum Kaiser gekrönt zu werden. Aber sein letzter Satz zum Jahre 1027 lautet:
„Hiltegard Buochaugiae abbatissa effictur“.
Eine Hildegard trat also ihr Amt als Äbtissin im Jahre 1027 an. Vermutungen, dass der Amtsantritt der Hildegard folgenden Äbtissin Egila im Jahre 1043 oder 1045 mit ihrem Todesdatum gleichzusetzen sind, lassen sich nicht belegen.